# Internationaler Häftlingsaustausch im August 2024

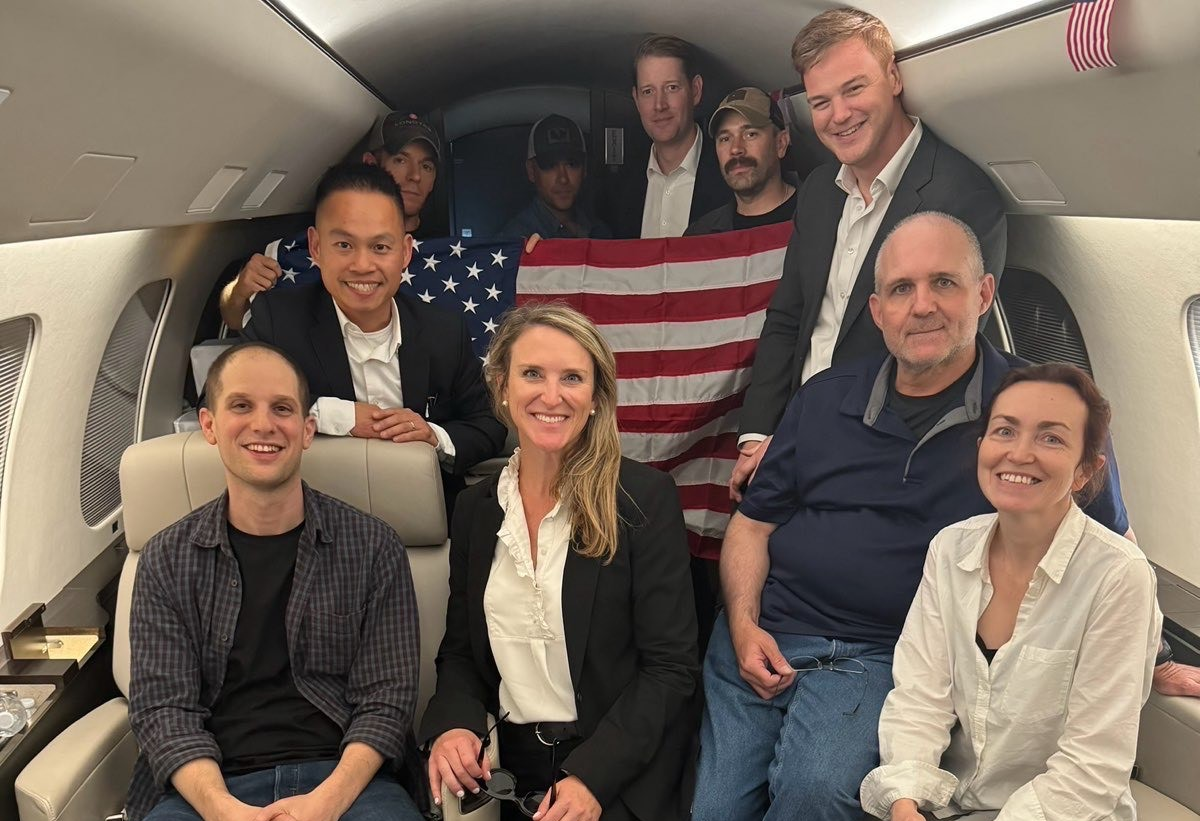
Die freigelassenen Amerikaner im Flugzeug: Evan Gershkovich (ganz links), Paul Whelan und Alsu Kurmasheva (ganz rechts)

Im August 2024 erfolgte ein Häftlingsaustausch zwischen Russland und westlichen Staaten. Er gilt als größter Gefangenenaustausch zwischen Ost und West seit der Selbstauflösung der Sowjetunion im Jahre 1991.
Insgesamt umfasste der Häftlingsaustausch 24 Personen, die zuvor in Belarus und Russland einerseits sowie Deutschland, Norwegen, Polen, Slowenien und den USA andererseits inhaftiert waren.

## Beteiligte Personen
| Von Deutschland, Norwegen, Polen, Slowenien und den USA ausgewiesene Häftlinge | |
| Name                                                                           | Hintergrund |
| Wadim Krassikow                                                                | Geheimdienstmitarbeiter, zu lebenslanger Haft verurteilt wegen des Mordes an Selimchan Changoschwili im kleinen Berliner Tiergarten |
| Wladislaw Kljuschin                                                            | Geschäftsmann, verurteilt zu neun Jahren Haft in Boston wegen Hackertätigkeit |
| Roman Selesnjow                                                                | mutmaßlich einer der erfolgreichsten Kreditkarten-Betrüger, verurteilt 2016 in Seattle zu 27 Jahren Haft, Sohn des Duma-LDPR-Abgeordneten Waleri Selesnjow |
| Michail Mikuschin                                                              | Geheimdienstoffizier der GRU, der im Norden Norwegens als angeblicher brasilianischer Wissenschaftler Jose Assis Giammaria an der arktischen Universität Tromsö tätig gewesen und wegen Spionage inhaftiert worden war |
| Wadim Konoschtschenok                                                          | mutmaßlicher Agent des FSB und Schmuggler |
| Artjom Dulzew                                                                  | Agenten-Ehepaar (verurteilt zu je 19 Monaten wegen Spionage), hatten in Slowenien bis zu ihrer Inhaftierung unter falscher Identität als angebliche argentinische Einwanderer gelebt, ihre beiden Kinder, die nichts von der Agententätigkeit und der russischen Identität ihrer Eltern wussten, wurden ebenfalls mit übergeben                                                       |
| Anna Dulzewa                                                                   | Agenten-Ehepaar (verurteilt zu je 19 Monaten wegen Spionage), hatten in Slowenien bis zu ihrer Inhaftierung unter falscher Identität als angebliche argentinische Einwanderer gelebt, ihre beiden Kinder, die nichts von der Agententätigkeit und der russischen Identität ihrer Eltern wussten, wurden ebenfalls mit übergeben                                                       |
| Pawel Rubzow                                                                   | russischer Agent, in Polen verhaftet und inhaftiert, war in Spanien als Urenkel eines in die UdSSR emigrierten spanischen Ehepaars unter dem Namen Pablo Gonzalez als Journalist tätig gewesen; es war ihm gelungen, in Kontakt zu bedeutenden Persönlichkeiten der russischen Opposition zu kommen, einschließlich der ebenfalls ausgetauschten Ilja Jaschin and Wladimir Kara-Murza |

| Von Russland und Belarus ausgewiesene Häftlinge mit Wohnsitz in den USA | |
| Name                                                                    | Hintergrund                                                                                              |
| Evan Gershkovich                                                        | US-amerikanischer Journalist, Wall Street Journal, wegen Spionage zu 16 Jahren Lagerhaft verurteilt      |
| Wladimir Kara-Mursa                                                     | russisch-britischer Politiker und Journalist, im April 2023 zu 25 Jahren Haft verurteilt                 |
| Alsu Kurmasheva                                                         | russisch-US-amerikanische Journalistin, Radio Free Europe / Radio Liberty, zu 6,5 Jahren Haft verurteilt |
| Paul Whelan                                                             | US-amerikanischer Ex-Marinesoldat, 2020 zu 16 Jahren Haft verurteilt                                     |

| Von Russland und Belarus ausgewiesene deutsche Staatsbürger | |
| Name                                                        | Hintergrund |
| Rico Krieger                                                | deutscher Staatsbürger und Rettungssanitäter, in Belarus zum Tod verurteilt, dann begnadigt                                        |
| Kevin Lick                                                  | 18-jähriger Deutschrusse, der jüngste Beschuldigte, der bisher in Russland wegen „Landesverrats“ verurteilt wurde (zu vier Jahren) |
| German Moyzhes                                              | deutsch-russischer Jude, früher im Kölner Gemeinderat tätig, Ende Mai 2024 in Sankt Petersburg verhaftet                           |
| Patrick Schöbel                                             | 35-jähriger Hamburger Tourist, der wegen sechs Cannabis-Gummibärchen am Flughafen Pulkowo in Sankt Petersburg festgenommen wurde   |
| Demuri bzw. Dieter Woronin                                  | deutsch-russischer Politologe (verurteilt zu 13 Jahren)                                                                            |

| Von Russland und Belarus ausgewiesene Oppositionelle | |
| Name                                                 | Hintergrund                                                                                              |
| Ilja Jaschin                                         | früherer Vorsitzender der Partei der Volksfreiheit (verurteilt zu achteinhalb Jahren)                    |
| Oleg Orlow                                           | langjähriger Leiter der Menschenrechtsorganisation Memorial (verurteilt zu zweieinhalb Jahren)           |
| Alexandra Skotschilenko                              | Künstlerin und Friedensaktivistin (verurteilt zu sieben Jahren)                                          |
| Lilia Tschanischewa                                  | Mitarbeiterinnen des verstorbenen Dissidenten Alexei Nawalny (verurteilt zu neuneinhalb und neun Jahren) |
| Xenia Fadejewa                                       | Mitarbeiterinnen des verstorbenen Dissidenten Alexei Nawalny (verurteilt zu neuneinhalb und neun Jahren) |
| Wadim Ostanin                                        | Oppositioneller, Mitstreiter von Nawalny (verurteilt zu neun Jahren)                                     |
| Andrei Piwowarow                                     | Oppositioneller aus Sankt Petersburg (verurteilt zu vier Jahren)                                         |

## Vorgeschichte
Einen öffentlichkeitswirksamen Gefangenenaustausch zwischen den USA und Russland hatte es zuvor im Dezember 2022 gegeben. Dabei wurde die US-amerikanische Basketballerin Brittney Griner, in Haft wegen Cannabis-Besitzes, gegen den russischen Waffenhändler Wiktor But, der 2012 in New York zu 25 Jahren verurteilt worden war, ausgetauscht.
Die wesentliche Achse des Gefangenenaustausches war die Kommunikation zwischen den USA und Deutschland, wo sich der Tiergarten-Mörder Wadim Krassikow in Haft befand. Laut CNN lief die Kommunikation zwischen diesen beiden Staaten nicht über deren Außenminister Blinken und Baerbock, obwohl Blinken seine deutsche Amtskollegin im April 2023 darauf angesprochen hatte. Für die russische Seite war die Freilassung von Wadim Krassikow eine Conditio sine qua non. Jake Sullivan, Sicherheitsberater von US-Präsident Joe Biden, kommentierte, dass zu Lebzeiten von Alexei Nawalny auch eine Freilassung von Nawalny beabsichtigt und darüber mit Russland verhandelt worden war. Tatsächlich waren Vertreter der deutschen und russischen Regierung über die Frage der Freilassung von Nawalny über Monate hinweg im Gespräch.
Im Januar und Februar 2024 verhandelten Präsident Joe Biden und Bundeskanzler Olaf Scholz in dieser Sache, erst am Telefon, dann persönlich im Oval Office. Der Tod von Alexei Nawalny Mitte Februar 2024 veränderte die Verhandlungen. Im Detail organisiert, worunter auch die Auswahl der möglichen Austauschkandidaten fiel, wurde der Umtausch bei Verhandlungen zwischen der Central Intelligence Agency (CIA) und dem deutschen Bundesnachrichtendienst (BND) auf der einen Seite und dem russischen FSB auf der anderen Seite. Treffen der drei Nachrichtendienste zu dem Thema fanden vor dem Austausch in Saudi-Arabien und in der Türkei statt. Die BND-Delegation unter Leitung von BND-Vizepräsident Philipp Wolff setzte durch, dass Russland mehr Gefangene als zunächst gedacht freiließ.

## Ablauf

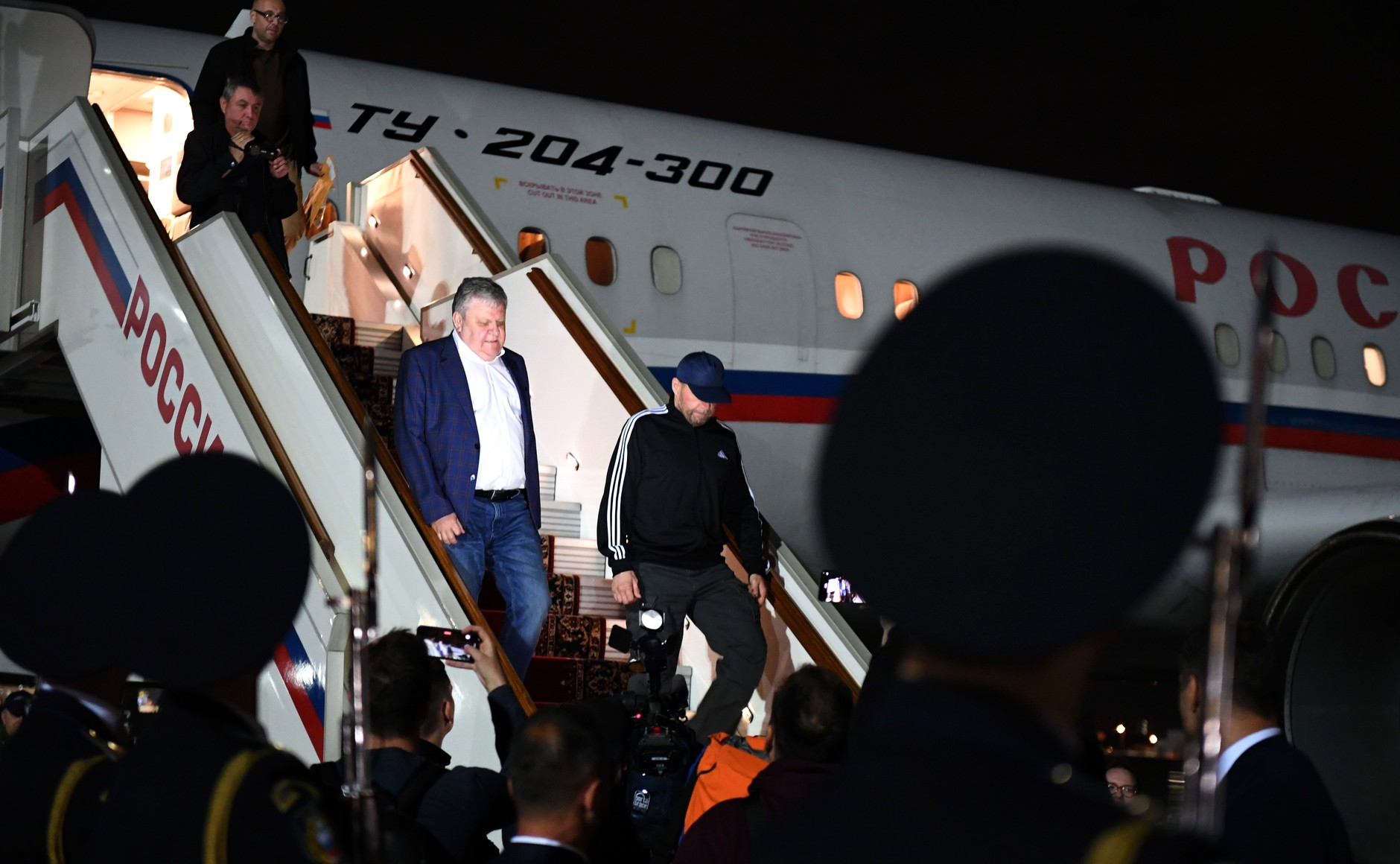
Wadim Krassikow (mit Baseballkappe) am 1. August 2024 am Flughafen Moskau-Wnukowo nach dem Gefangenenaustausch

Der Austausch der Gefangenen erfolgte am 1. August 2024 am Flughafen Ankara-Esenboğa. Die Türkei gab bekannt, federführend an der Operation beteiligt gewesen zu sein. Nach eigenen Angaben war der türkische Geheimdienst Millî İstihbarat Teşkilâtı bei der Vermittlung, Organisation und Austragung des Austauschs involviert. Insgesamt umfasst der Austausch dem türkischen Präsidialamt zufolge 24 Personen aus den USA, Deutschland, Polen, Slowenien, Norwegen, Russland und Belarus. Es war der größte Gefangenenaustausch seit dem Ende des Kalten Krieges. Acht Gefangene wurden nach Russland, dreizehn nach Deutschland (zum Flughafen Köln-Bonn, wo sie von Bundeskanzler Olaf Scholz empfangen wurden) und drei in die USA überstellt (sie wurden am Militärflughafen Joint Base Andrews Naval Air Facility nahe Washington von Präsident Joe Biden und Vizepräsidentin Kamala Harris begrüßt). Außerdem wurden die beiden Kinder des in Slowenien verurteilten Ehepaares nach Russland überführt. Von deutscher Seite waren Vertreter des BND und Spezialkräfte der GSG 9 sowie Mediziner bei dem Häftlingsaustausch anwesend.
Der russische Präsident Wladimir Putin empfing die zehn nach Russland überstellten Personen am Flughafen Moskau-Wnukowo persönlich, dankte ihnen und kündigte Auszeichnungen für sie an. Die russische Regierung räumte erstmals ein, dass Wadim Krassikow für den russischen Inlandsgeheimdienst FSB gearbeitet habe. Der verurteilte Mörder wurde von Putin am Flughafen mit einer Umarmung begrüßt.

## Reaktionen
Präsident Joe Biden sprach von einer „Meisterleistung der Diplomatie und Freundschaft“. FAZ-Herausgeber Berthold Kohler hingegen kritisierte den Deal unmittelbar nach dessen Bekanntwerden harsch: „Wer sich als erpressbar erweist, wird weiter erpresst werden.“ Auch zahlreiche andere politische Kommentatoren lehnten den Austausch ab.
Die drei nach Deutschland überstellten Russen Andrei Piwowarow, Ilja Jaschin und Wladimir Kara-Mursa, die in Russland politische Gefangene waren, berichteten nach ihrer Freilassung, dass ihnen vor ihrer Überstellung nach Deutschland in Russland die Reisepässe entzogen worden waren. Vor dem Gefangenenaustausch seien sie dazu gedrängt worden, ein Gnadengesuch an den russischen Staatspräsidenten Wladimir Putin zu stellen. Dies hätten sie abgelehnt. Jaschin kommentierte unter anderem außerdem: „Das war kein Austausch – ich wurde illegal gegen meinen Willen aus Russland abgeschoben. Die russische Verfassung verbietet die Ausweisung russischer Staatsbürger aus Russland ohne deren Zustimmung.“